# Signo de Lhermitte
El signo de Lhermite, también llamado fenómeno de silla del barbero, es una sensación «eléctrica» incómoda que recorre la espalda, de manera ascendente o descendente, y hacia las extremidades.
En muchas personas aparece al inclinar la cabeza hacia delante. También se puede provocar cuando un practicante golpea la columna cervical mientras el cuello está flexionado, lo cual se debe a la compresión de las «columnas» posteriores.
El fenómeno de Lhermitte lleva el nombre del neurólogo francés Jean Lhermitte.

## Condiciones asociadas
Este signo sugiere una lesión o compresión de la médula espinal cervical superior o del tronco encefálico inferior —generalmente columnas dorsales del cordón cervical o la medulla caudal.
Aunque a menudo se considera un hallazgo clásico en la esclerosis múltiple, puede ser causada por una serie de afecciones, que incluyen mielitis transversa, enfermedad de Behçet, osteogénesis imperfecta, trauma, mielopatía por radiación, deficiencia de vitamina B12 (degeneración combinada subaguda, DCS), compresión de la médula espinal en el cuello por cualquier causa, como espondilosis cervical, hernia discal, tumor, y malformación de Arnold-Chiari. El signo de Lhermitte también puede aparecer durante o después de altas dosis de quimioterapia. La irradiación de la columna cervical también podría causarla, lo cual constituiría un signo temprano de una lesión tardía secundaria a radiación, que ocurre dentro de los cuatro meses posteriores a radioterapia.
Existen reportes de manifestación tardía del signo de Lhermitte posteriores a traumatismos craneales y/o cervicales. Esto ocurre ~ 2 1/2 meses después de la lesión, sin síntomas neurológicos o dolores asociados, y generalmente se resuelve dentro de un año.
Este signo también ocurre a veces como parte de un «síndrome de discontinuación» asociado con ciertos medicamentos psicotrópicos, como los inhibidores selectivos de la recaptación de serotonina y los inhibidores de la recaptación de serotonina y norepinefrina, particularmente paroxetina y venlafaxina. Por lo general, solo ocurre después de haber tomado el medicamento durante un tiempo, seguido por detención o retiro abrupto, o tras administrar una dosis menor a la habitual. La fluoxetina, dada su muy larga vida media, se puede administrar como una única dosis baja, y a menudo evitar el signo de Lhermitte y otros síntomas de abstinencia.
En el campo dental, tres estudios (Layzer, 1978; Gutmann, 1979; Blanco, 1983) han identificado el signo de Lhermitte entre abusadores de óxido nitroso. Es probable que esto se deba a deficiencia de vitamina B12 inducida por óxido nitroso, lo que conduce a una depleción muy severa y rápida en ausencia de suplementos de B12.

## Terminología
El signo de Lhermitte no se le atribuye a su descubridor. Fue descrito por primera vez por Pierre Marie y Chatelin, en 1917. Jean Lhermitte, neurólogo y neuropsiquiatra francés, no publicó su primer reporte hasta 1920. Sin embargo, en 1924 publicó el artículo semanal acerca del tema, que resultó en que se hiciera conocido.
Dado que el signo de Lhermitte lleva el nombre de Lhermitte, es incorrecto deletrear la expresión como «signo de L'hermitte».